# Lisene

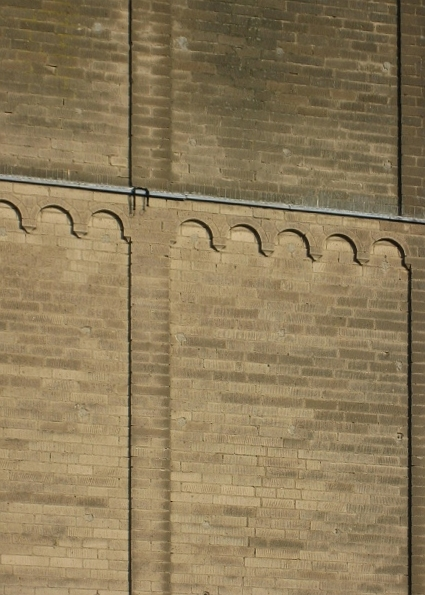
Lisenen und Rundbogenfries

Die Lisene (von frz. lisière „Saum“, „Rand“, „Kante“; auch Lesine, Laschene) ist in der Architektur an Fassaden eine schwach vortretende, senkrechte Wandvorlage, selten mit kleinem Kämpfer, aber im Unterschied zum Pilaster ohne Basis und Kapitell.

## Funktion
Lisenen werden in der Architektur zur optischen Gliederung einer Fassade oder sonstigen Wandfläche verwendet, allerdings – im Unterschied zum Pilaster – ohne Basis und Kapitell. Sie dienen nicht nur zur Verzierung von glatten Wänden, sondern auch als Ecklisenen zur Betonung der Gebäudekanten – an technisch relevanten Stellen kommt hier aber auch durchaus der Effekt als statische Verstärkung hinzu: So kann die romanische Lisene als Stammform des in der Gotik aus dem Gebäude herausgezogenen Strebepfeilers angesehen werden.

## Verwendung
Lisenen wurden in verschiedenen Epochen verwendet, so auch in der römischen und in der Folge in der byzantinischen Architektur. Diese in Norditalien (vor allem in Ravenna) verwendete Fassadengliederung griffen die dort siedelnden germanischen Langobarden auf, so dass durch Rundbogenfriese miteinander verbundene Lisenen nahezu stilprägende Merkmale der lombardischen Architektur wurden. Lombardische Baumeister waren wegen ihrer Kunstfertigkeit berühmt, im Ausland begehrt und förderten so die Verbreitung dieses Gestaltungsmerkmals.
Nördlich der Alpen finden sich Lisenen als Gestaltungselemente bereits sehr früh an den Stiftskirchen St. Cyriakus in Gernrode (vor 1000) und der nahegelegenen St. Servatiusstiftskirche in Quedlinburg (997–1021). Von großem Einfluss war die Verwendung von Lisenen am Speyerer Dom (1030–1106), was viele Baumeister zur Nachahmung anregte. In der Folge findet man sie an vielen romanischen Kirchen.
Seit der Renaissance wird die Lisene vom Pilaster verdrängt, obschon formal orientierte Architekten wie Palladio und die Baumeister des klassizistischen Barocks durchaus sehr reduzierte, lisenenhafte Elemente verwendeten. Lisenen lebten aber in den Neostilen des Historismus wieder auf und findet sich durchgängig in der Zweckarchitektur von Industriebauten, insbesondere in der Ziegelarchitektur.
Auch die Putzfassaden des Historismus verwendeten die Lisene als Gliederung, insbesondere als Kantenlisene (oft fälschlich Ecklisene) zur Einfassung der Fassade an der Gebäudekante. In genuteter Form wird sie dort zur Eckquaderung.

## Galerie

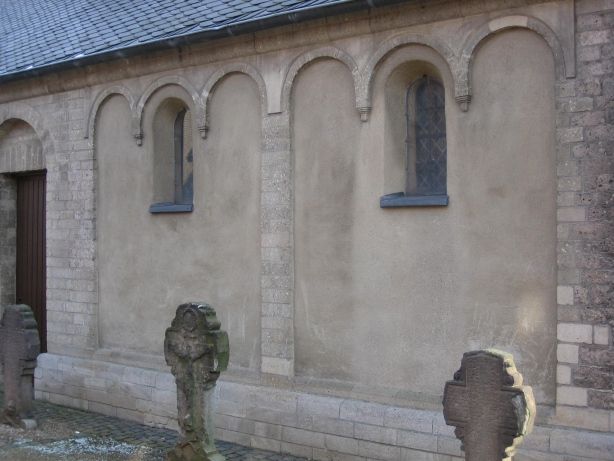
Lisenen und Bogenfries an einer Kapellenwand
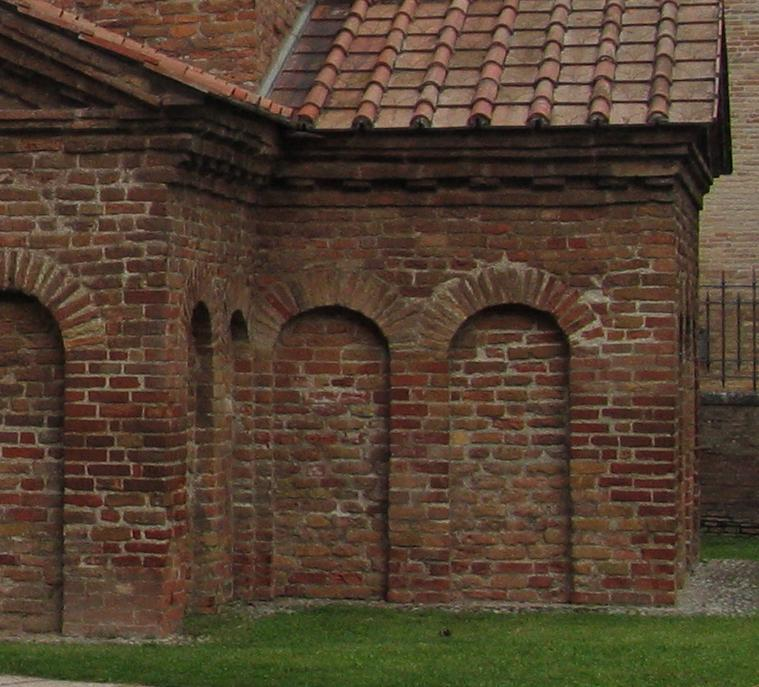
Lisenen und Bogenfries (oder Blendarkaden) am Mausoleum der Galla Placidia in Ravenna (ca. 430 n. Chr.)
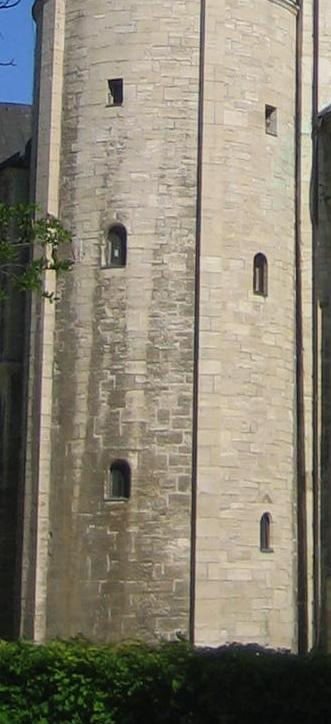
Lisenen am Treppenturm der Stiftskirche Gernrode (vor 1000)
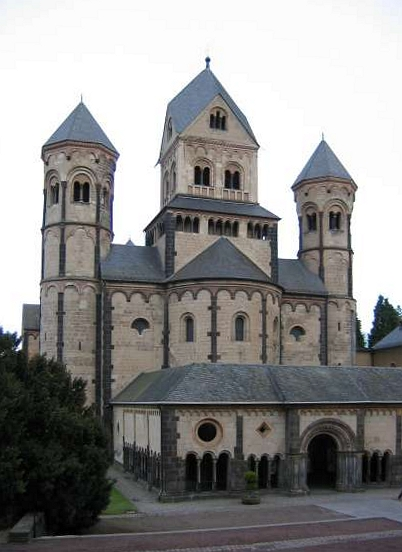
Lisenen an der Abteikirche Maria Laach (1156)
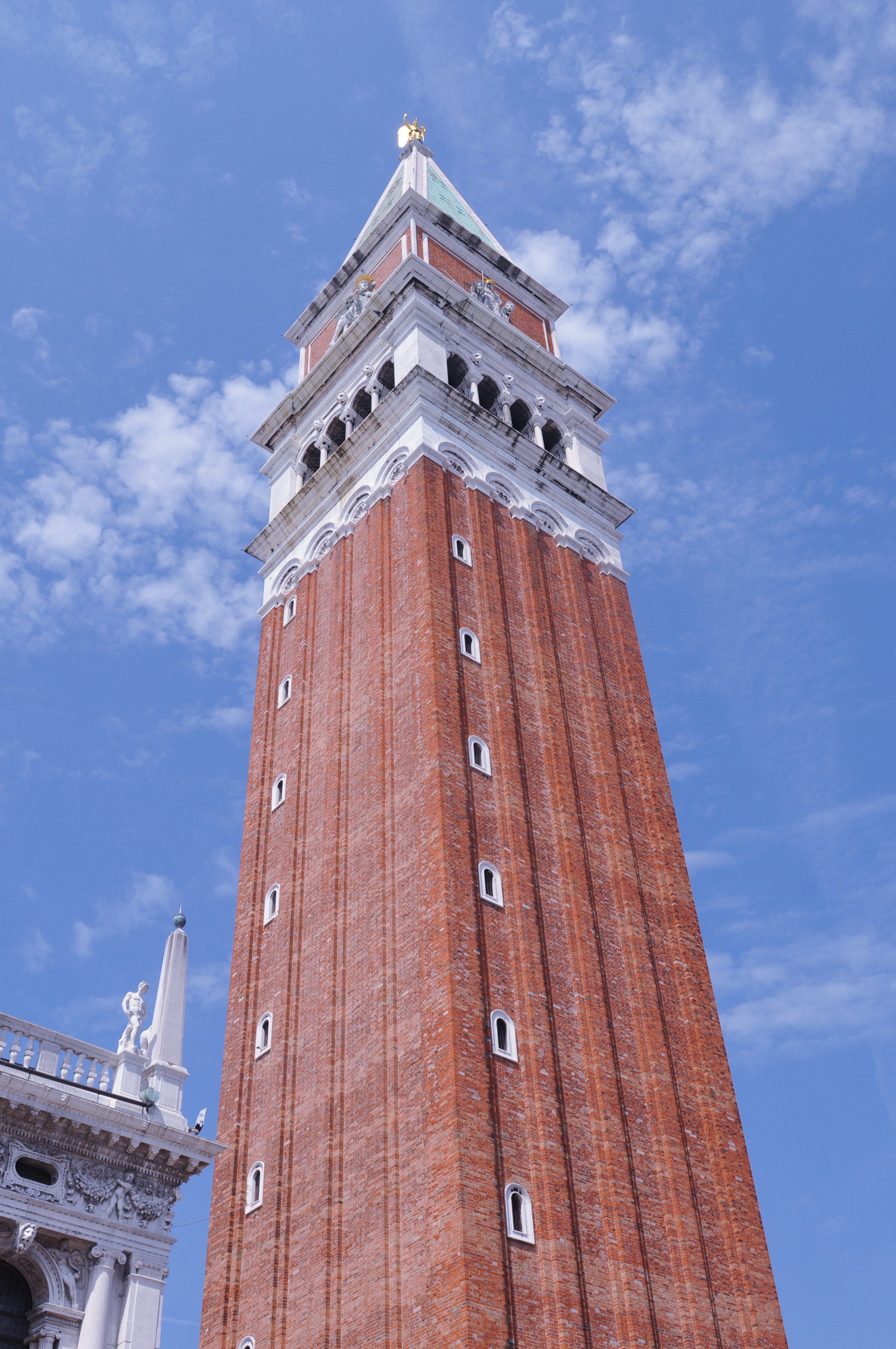
Markusturm, Venedig
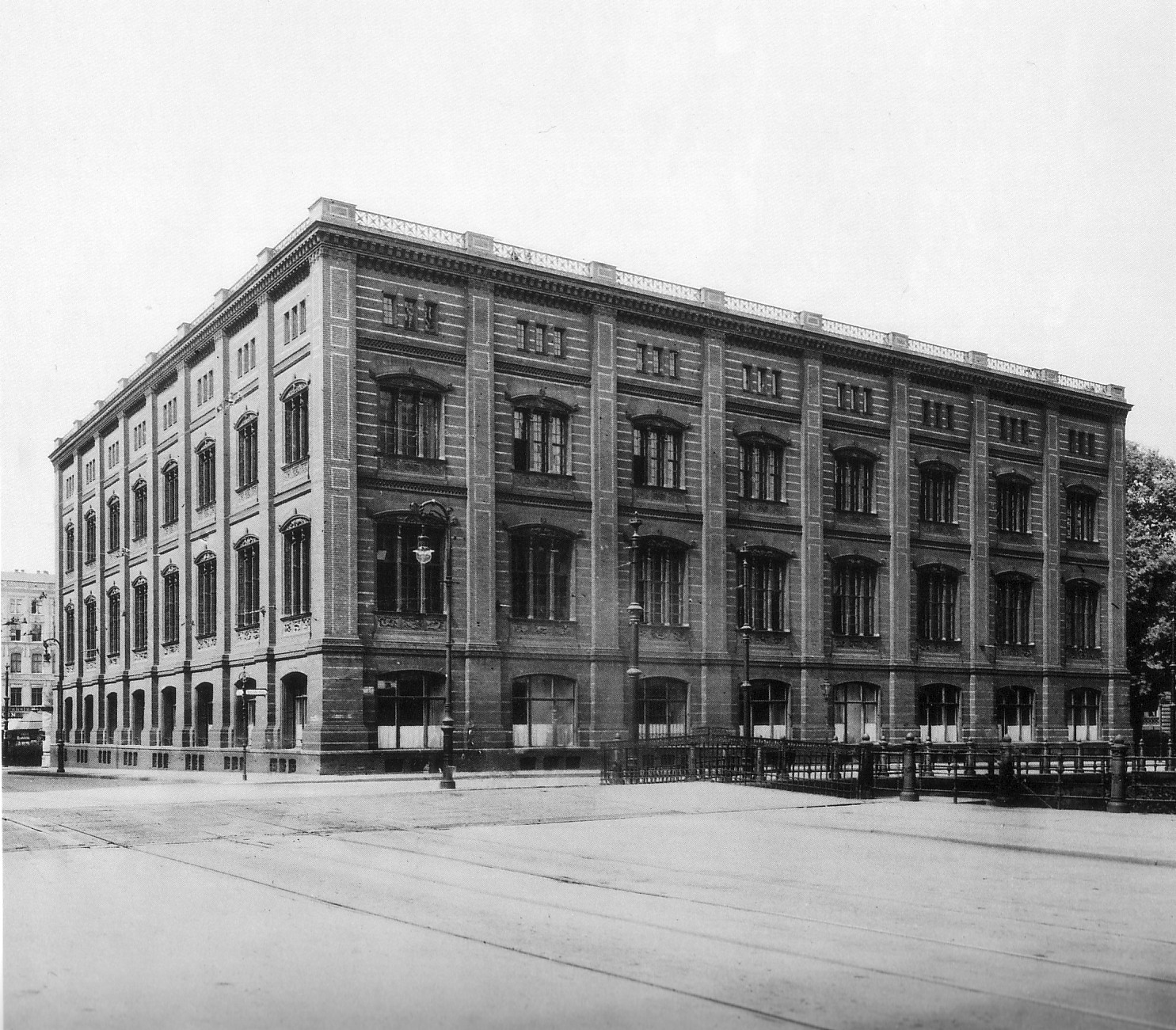
Berliner Bauakademie (erbaut 1832–1836, Architekt Karl Friedrich Schinkel), Foto von 1888
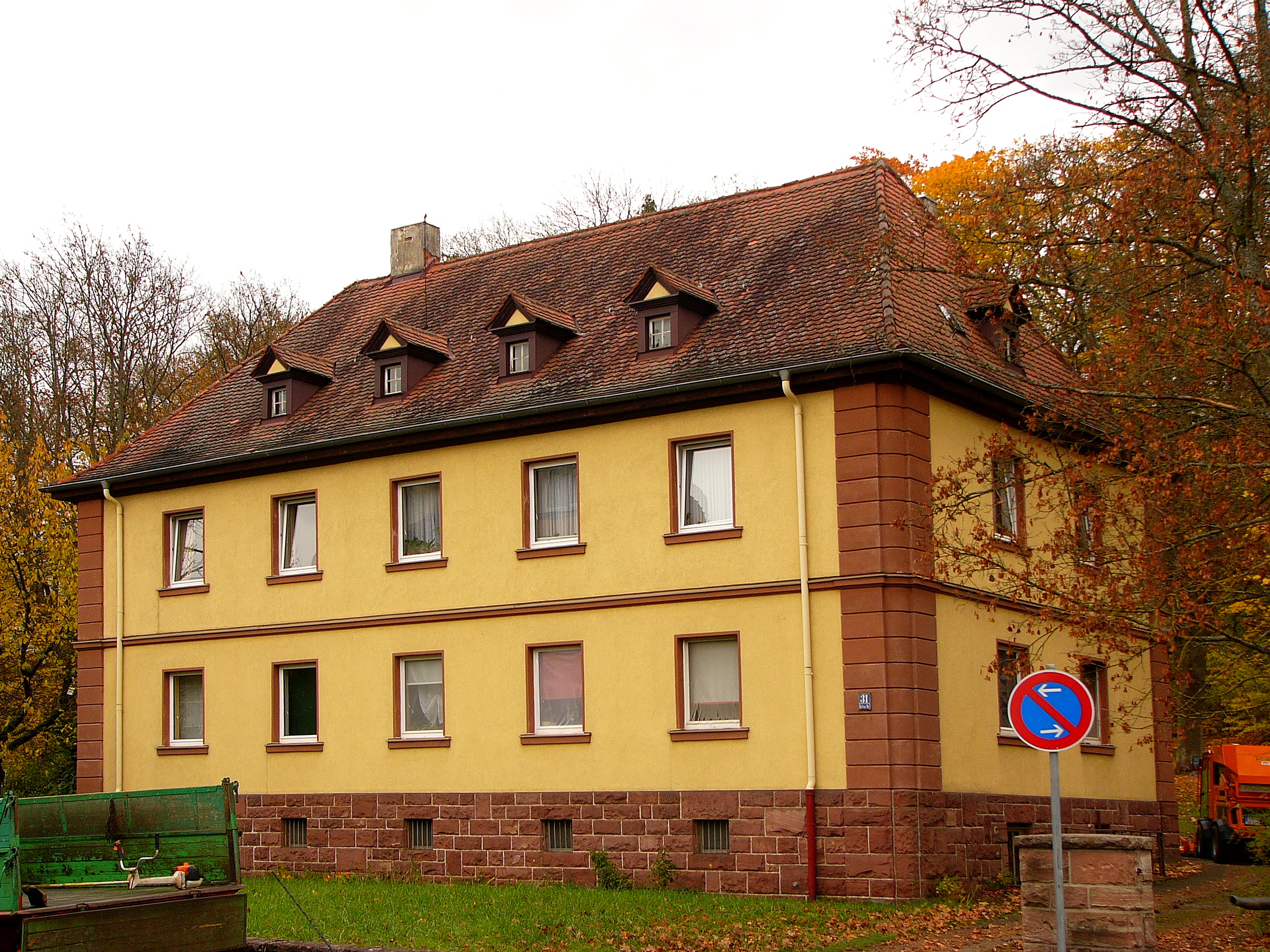
Kantenlisenen mit Bänderung (Bad Kissingen)
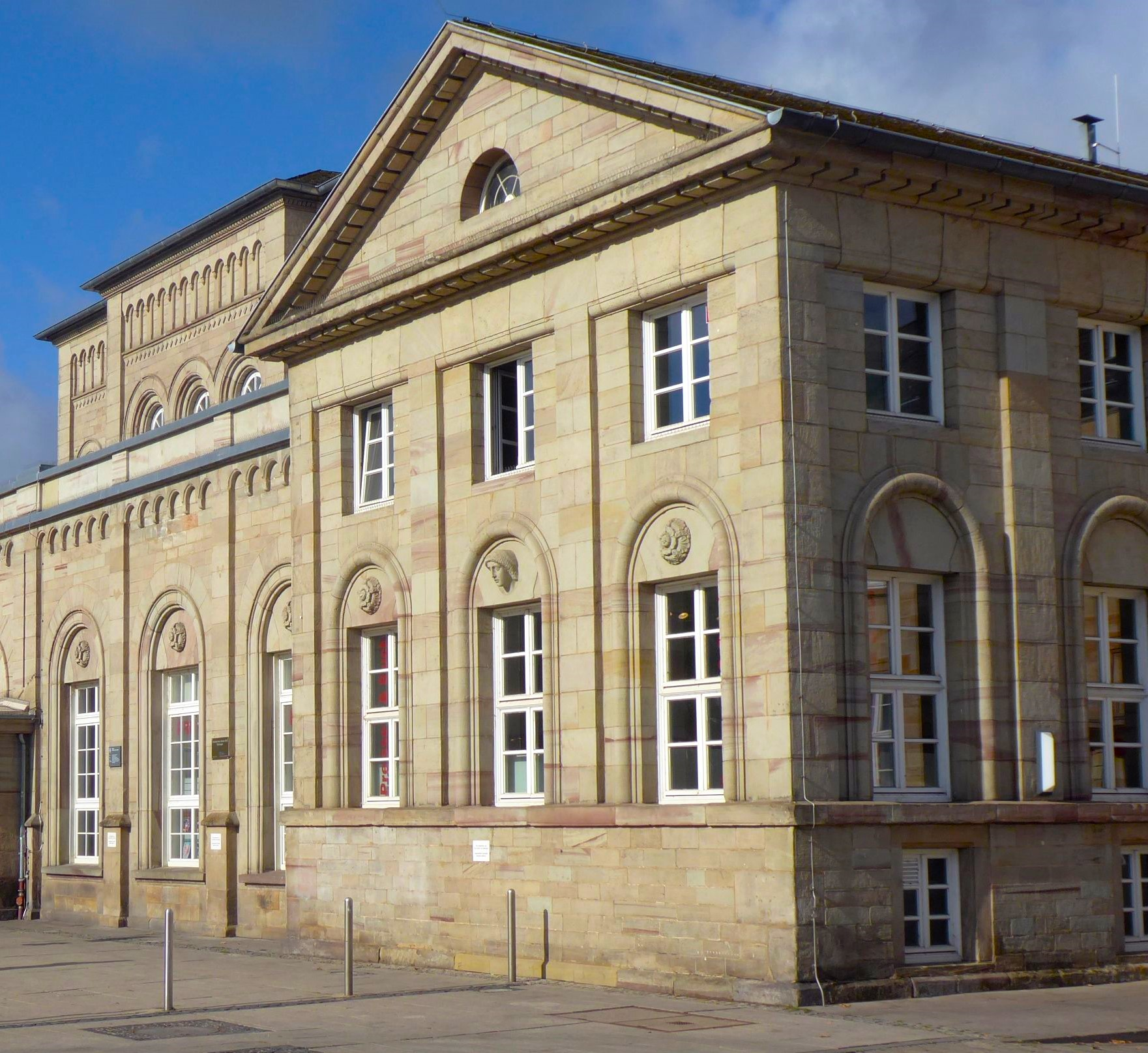
Lisenen am Empfangsgebäude des Bahnhofs Göttingen

Seit dem Brutalismus findet sich die Lisene als sichtiges Tragelement des Skelettbaus in Beton, also nicht als Scheinstütze, sondern als funktionales tragendes Element.

Moderne und Postmoderne
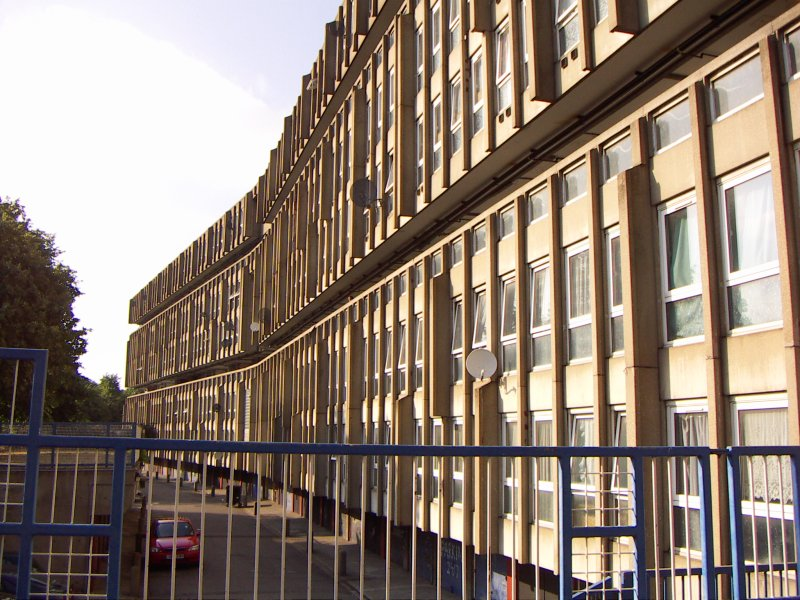
Robin Hood Gardens, London – Lisenenfömige Ausbildung des Tragmauerwerks im Stile des Plattenbaus
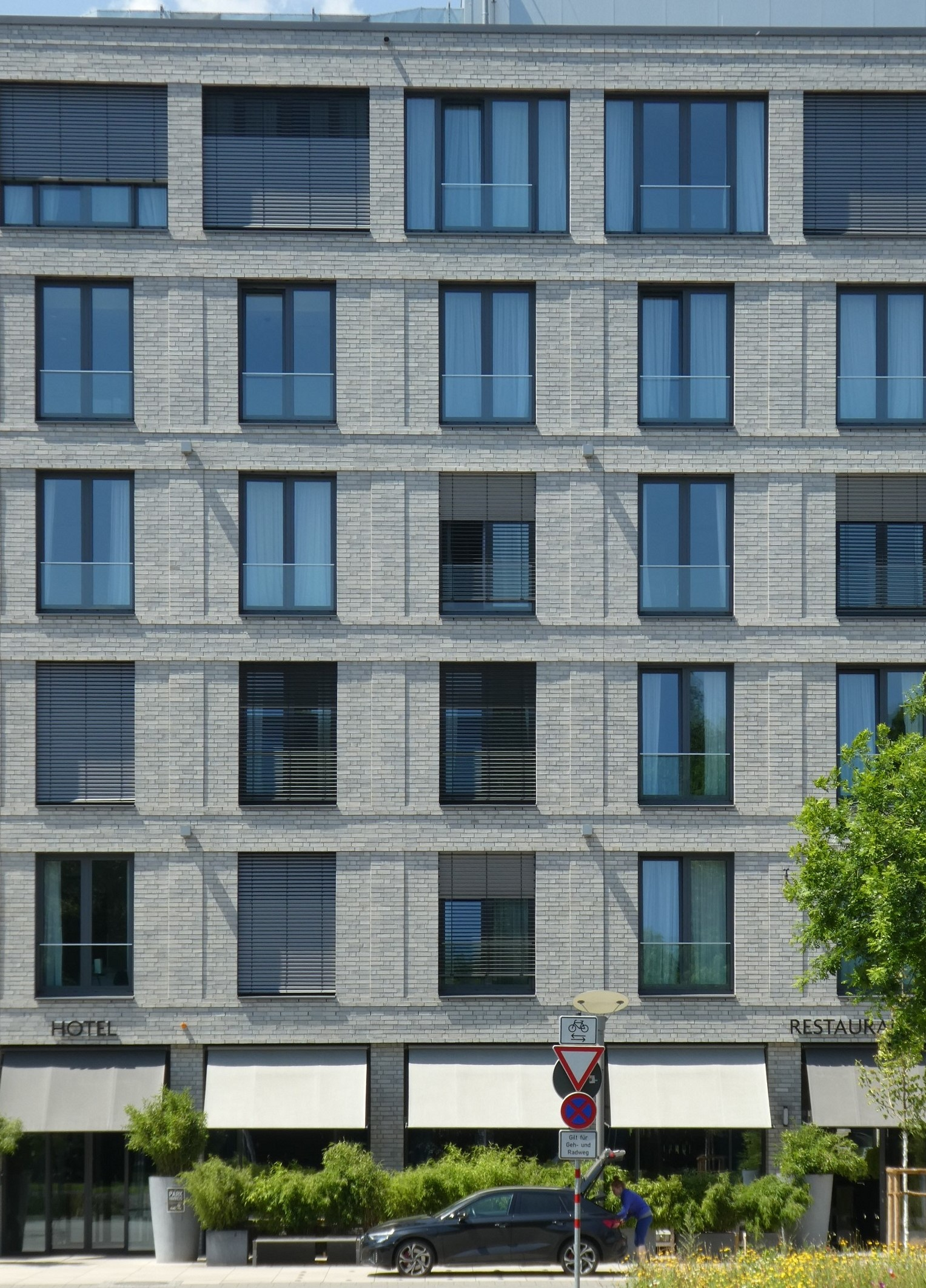
Lisenenstruktur einer modernen Verblendmauerwerk-Fassade (Hotelbau in Göttingen, fertiggestellt 2018[4])

## Lisenenrahmengestell
Kunsthistoriker haben zur Beschreibung von historischen Fassaden den Begriff Lisenenrahmengestell geprägt. Gemeint ist eine Kombination aus Lisenen mit einer oben verbindenden, horizontalen Fassadenvorlage, die insgesamt wie ein aufgeblendetes Gestell wirkt, das gleichzeitig Fensterachsen rahmt. Der Architekturtheoretiker Leonhard Christoph Sturm zeigte diese Möglichkeit der Fassadengliederung bereits 1699 in einem musterhaften Fassadenaufriss seiner Civil-Bau-Kunst.

Lisenenrahmengestell
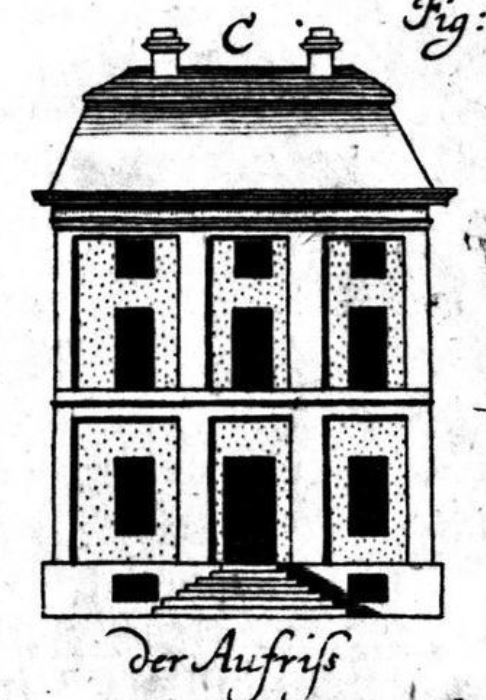
Aus dem Lehrbuch von Leonhard Christoph Sturm, 1699
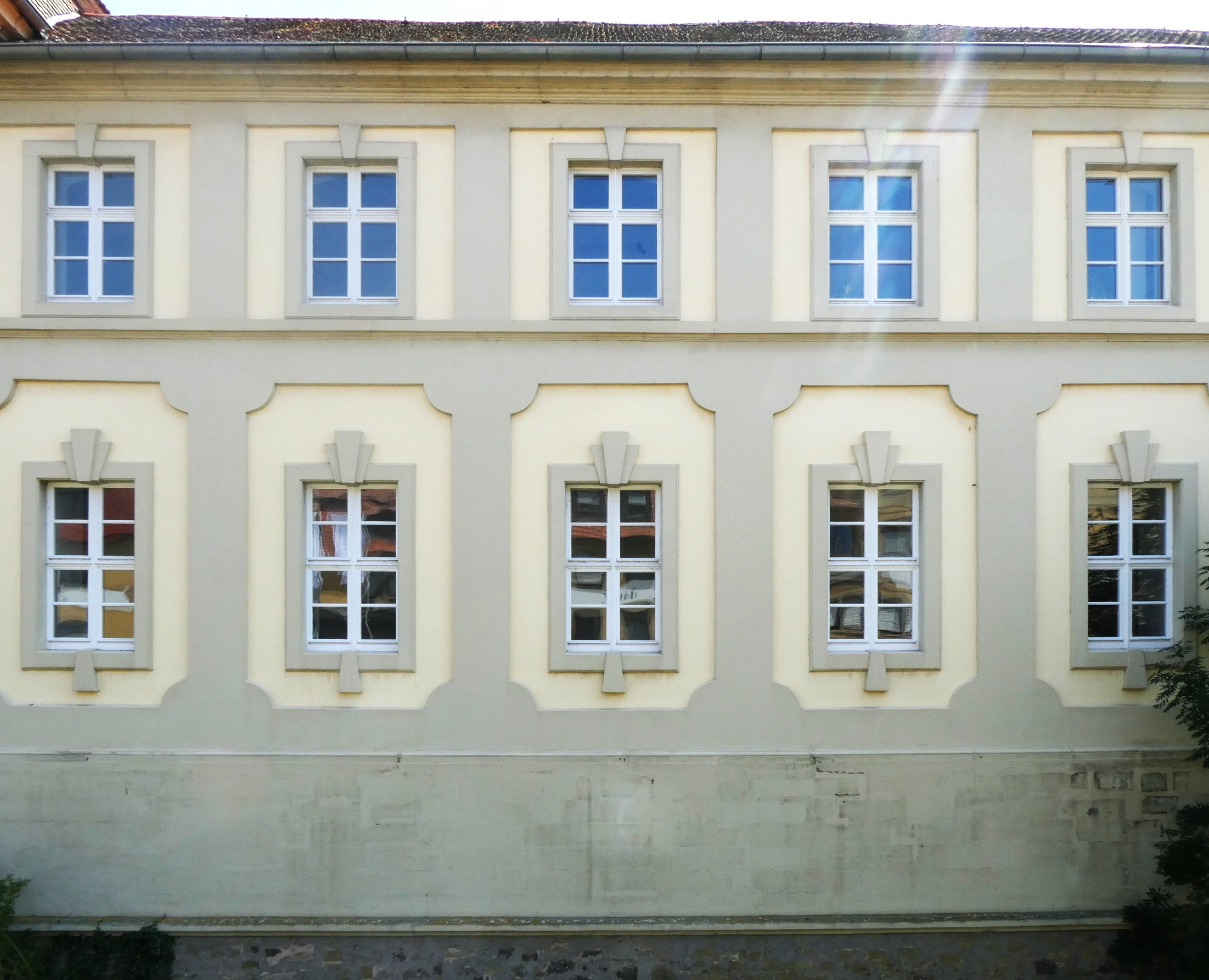
Schloss Werneck (1731–1747)
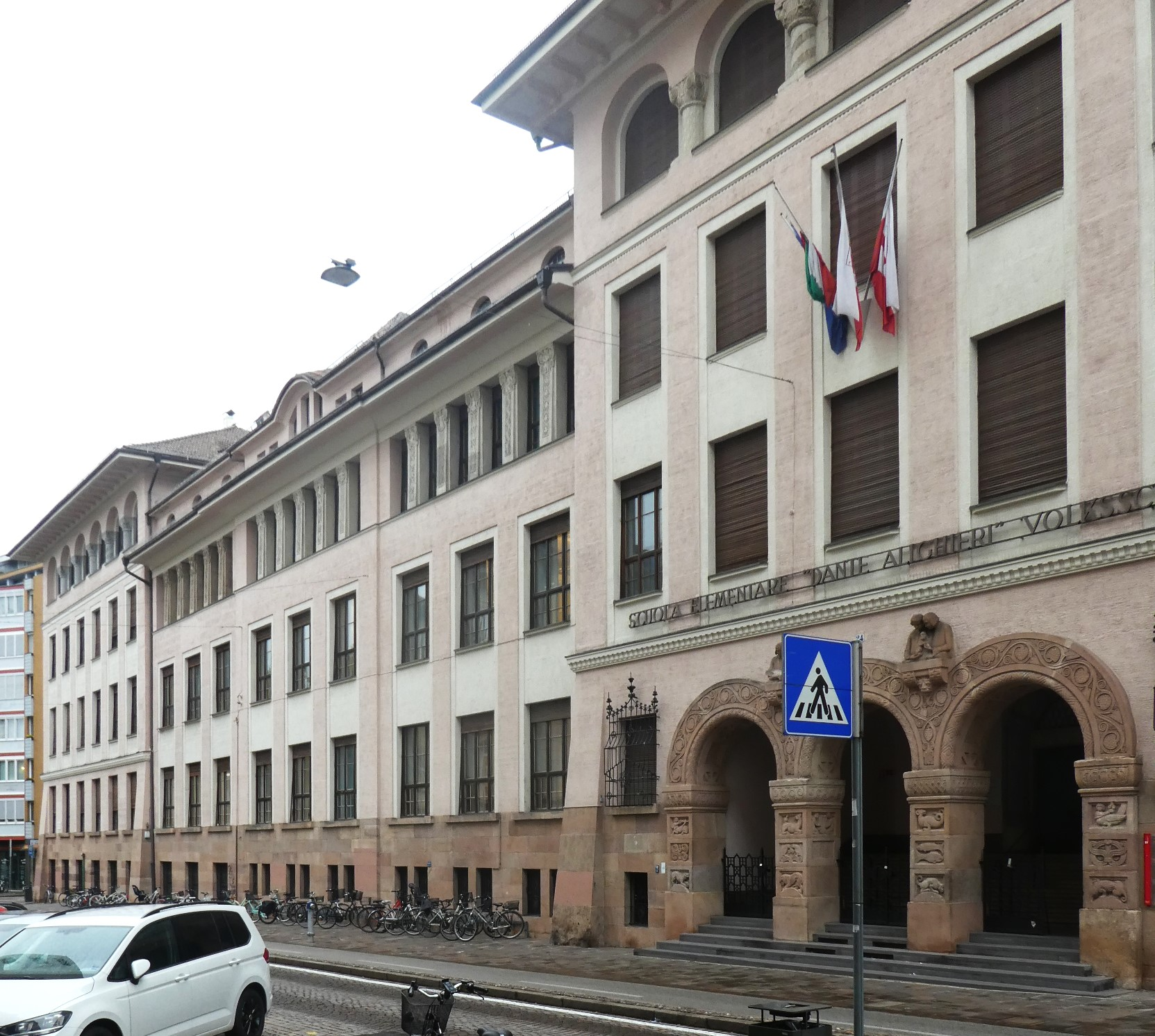
Schule in Bozen, 1911
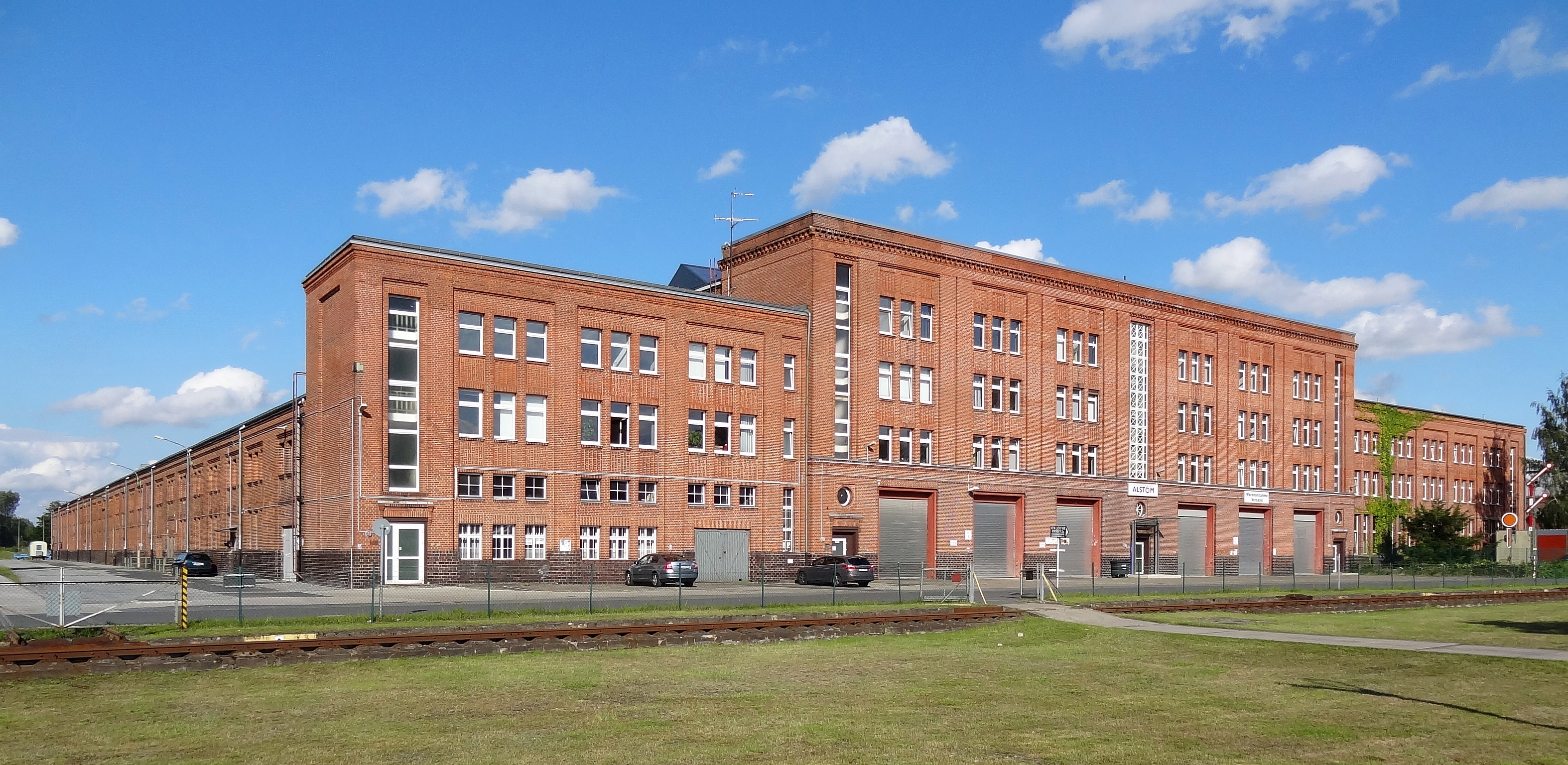
Verwaltungsgebäude des Reichsbahnausbesserungswerks Braunschweig, 1927 fertiggestellt
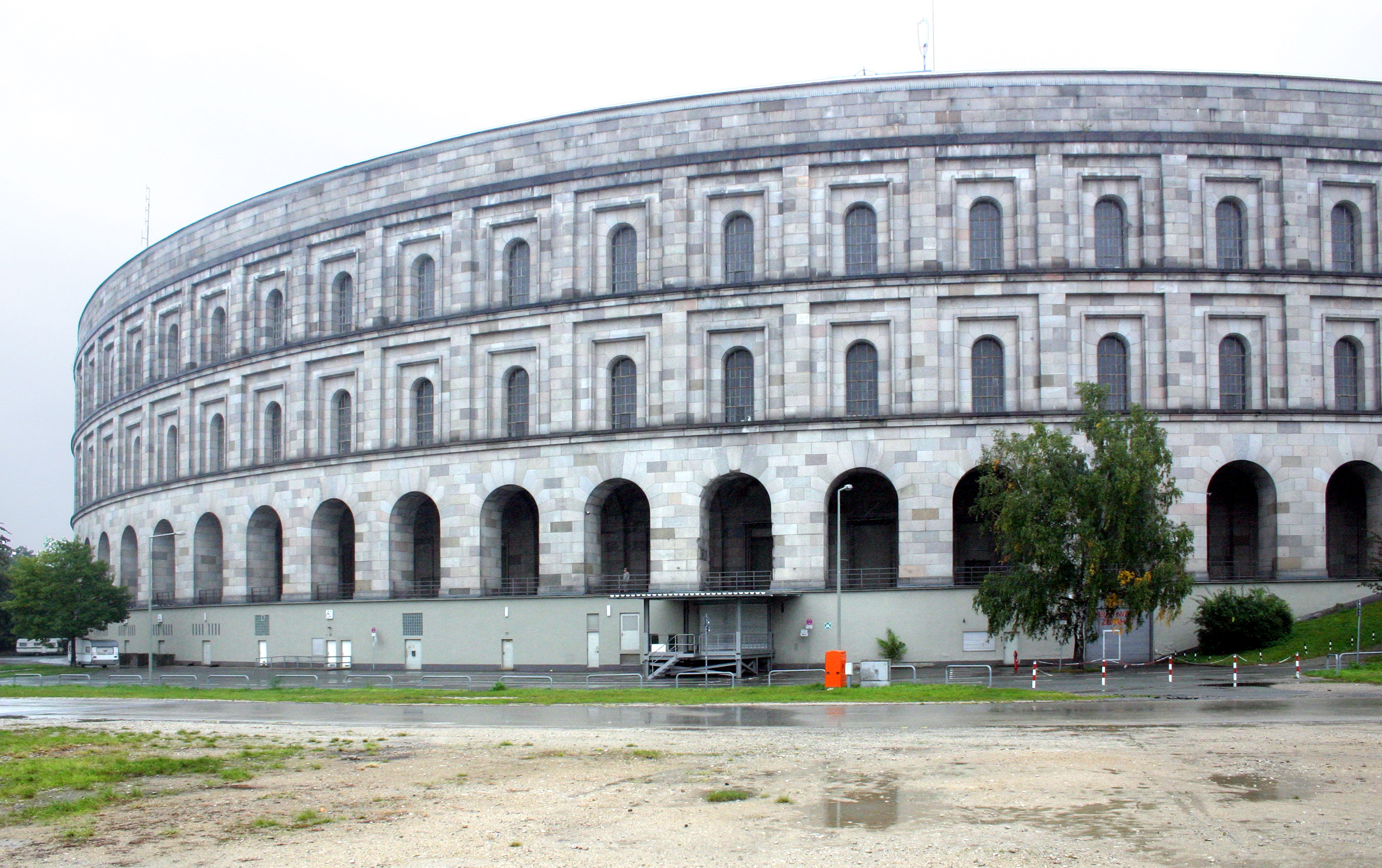
Kongresshalle Nürnberg, 1935–1943

## Tischlerei
In der Möbeltischlerei bezeichnet man mit Lisene eine erhabene senkrechte Leiste, die eingetiefte Felder rahmt, insbesondere an einer Kante des Möbelstücks. Beispiele finden sich beim Frankfurter Schrank und im Klavierbau.
Im Fensterbau wird als Lisene ein senkrechtes Bauelement bezeichnet, das das Fenster unterteilt.